# Edificio Watts (San Diego)
Edificio Watts  es un edificio histórico ubicado en San Diego, California.  Edificio Watts se encuentra inscrito  en el Registro Nacional de Lugares Históricos desde el 26 de abril de 1979. 

## Ubicación
Edificio Watts se encuentra dentro del condado de San Diego en las coordenadas 32°42′53″N 117°09′32″O / 32.714722, -117.158889.